# Kyoto box
La Kyoto Box es una cocina solar inventada por el noruego afincado en Kenia Jon Bohmer. La invención, sencilla y económica le permitió ganar el primer premio ($ 75,000) del Climate Change Challenge del Financial Times.
Se compone de dos cajas de cartón de los cuales la mayor, tiene las paredes del interior revestidas de aluminio y la más pequeña con paredes de color negro, y de un vidrio acrílico que las cubre.
Con la 'Kyoto Box', según su autor; se dejarán de cortar árboles, habrá menos desertificación y, además, habrá menos violaciones de mujeres, que podrán invertir el tiempo que gastan en recoger leña en hacer artesanías, así como menos muertes por inhalaciones de humo.